# Irina Dvorovenko
Irina Vladimirovna Dvorovenko (en ucraniano: Ірина Володимирівна Дворовенко; en ruso: Ирина Владимировна Дворовенко; (Kiev, 28 de agosto de 1973) es una actriz ucranianaestadounidense y exbailarina de ballet en el American Ballet Theatre de Nueva York. 

## Inicios
Dvorovenko nació en Kiev , Ucrania durante el período soviético.  Comenzó su entrenamiento de ballet a la edad de 10 años en la Escuela de Ballet de Kiev. 

## Carrera
Se unió al Teatro Nacional de Ópera y Ballet de Kiev en 1990 como solista, alcanzando el rango de bailarina principal en 1992. Su repertorio con esa compañía incluyó a Gamzatti en La Bayadère, los papeles principales en La Cenicienta y Paquita; Kitri, la Reina de las Dríades y Mercedes en Don Quijote; Giselle y Myrta en Giselle; el Hada de Azúcar en El Cascanueces; Princesa Aurora y Princesa Florine en La Bella Durmiente; y Odette-Odile en el Lago de los cisnes. También bailó el pas de deux Le Corsaire, Diana y Acteon, y Tchaikovsky Pas de Deux. 
Ingresó al American Ballet Theatre en agosto de 1996 y fue ascendida a solista en 1997 y bailarina principal en agosto de 2000.
Se retiró del ABT el 18 de mayo de 2013. En mayo, hizo su debut en Broadway como Vera Baronova en On Your Toes, de la serie Encores!, en Nueva York.
En marzo de 2018 regresó a Encores! como Elizaveta Grushinskaya en Grand Hotel, seguido de su dramático debut en la obra de Susan Stroman/John Kander La bestia en la jungla, en el Vineyard Theatre donde interpretó a May Bartam. 
Apareció en la serie de televisión Forever, Flesh and Bone, The Blacklist, Power, and The Americans.

## Vida personal
Dvorovenko está casada con Maxim Beloserkovsky, un bailarín principal de ABT. Tienen una hija, Emma Galina, nacida en 2005.

## Premios
- Medalla de oro y el Premio "Anna Pavlova" en el Concurso Internacional de Ballet en Moscú en 1992
- Gran Premio en el Concurso Internacional de Ballet Serge Lifar en Ucrania en 1994
- Diploma y Gran Premio en la División Junior del Ucrania Ballet Competition en 1987
- Diploma en la División Junior del Concurso de Ballet de Moscú en 1988
- Medalla de plata en el Concurso Internacional de Ballet de Jackson en 1990.
- Medalla de bronce en el Concurso Internacional de Ballet en Osaka, Japón, en 1991.